# خم درجه چهارم لوروت

نمونه‌ای از یک خم لوروت

در ریاضیات، خم درجه چهارم لوروت(به انگلیسی: Lüroth quartic)  یک خم صفحه‌ای ناتکین از درجۀ چهار است که رأس‌های یک ستاره کامل را در بر می‌گیرد. این خم‌ها به افتخار ریاضی‌دان آلمانی، یاکوب لوروت، که نخستین بار آن‌ها را کشف کرد و به نامِ او خوانده می‌شود. در سال ۱۹۱۹، فرانک مورلی ثابت کرد که خم‌های لوروت یک زیرمجموعۀ باز از یک ابررویه درجۀ ۵۴ تشکیل می‌دهند که آن را «ابررویه لوروت» نام نهاد که در فضای پیمانه‌ای خم‌های درجۀ چهار یعنی، {\displaystyle \mathbb {P} ^{14}} جای می‌گیرد. بنینگ و بوتمر در سال ۲۰۱۱ نشان دادند که فضای پیمانه‌ای خم‌های لوروت گویا است.